# 異教徒の娘

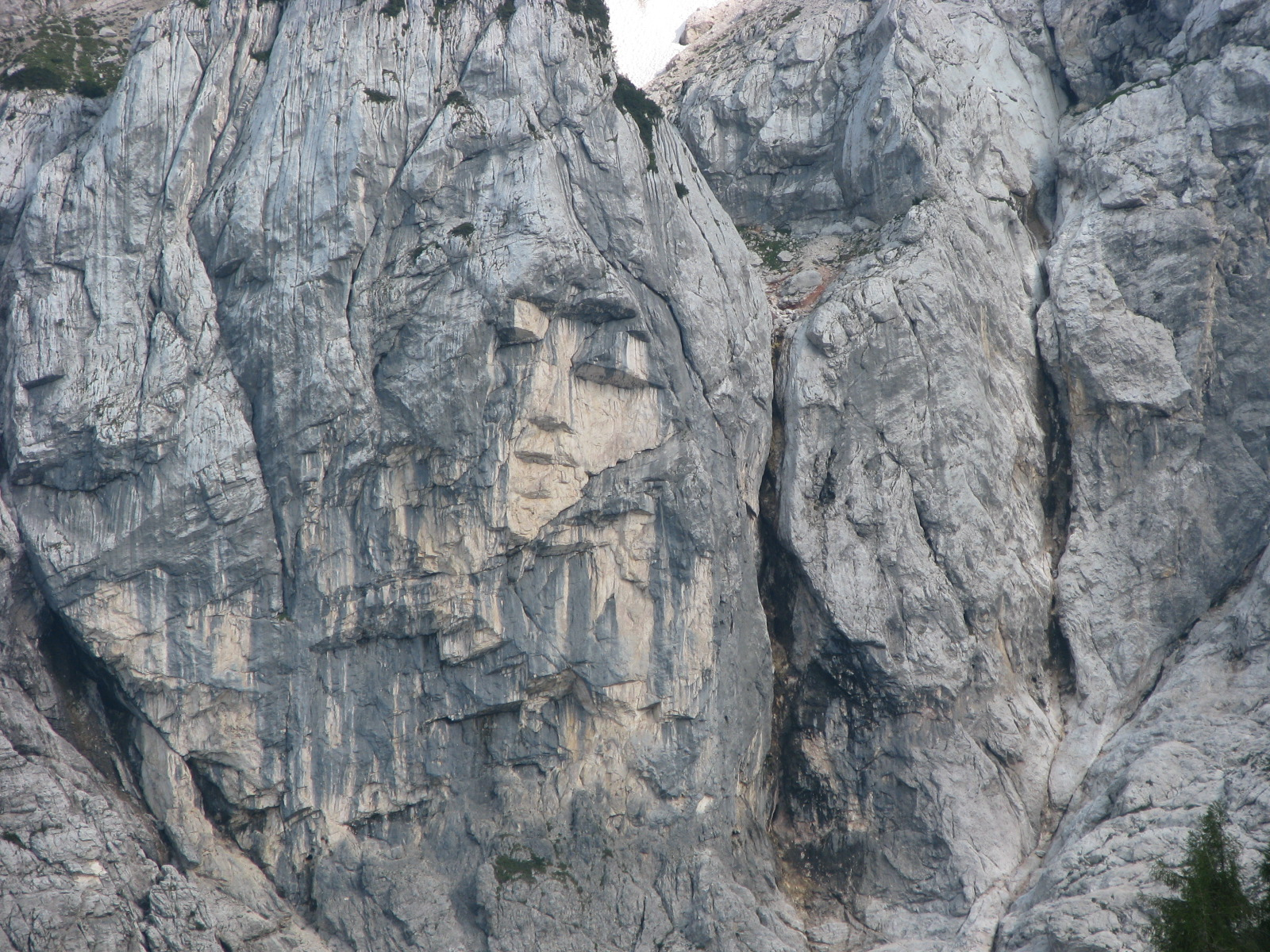
異教徒の娘 エルヤベツ山荘から見える

異教徒の娘 (スロベニア語: Ajdovska deklica アイドウスカ・デクリツァ) は女性の顔の形をしている岩で、プリソイニク山の北の方向にある。プリソイニク山はクランスカ・ゴーラの近くにありスロベニアの北西アルプスに位置する。シャモアと山に住んでいる異教徒の娘と言う妖精の伝説に関係がある。

## 伝説
プリソイニク山のふもとに住んでいた異教徒の娘はやさしい女だった。道に迷った旅人を案内した。戻った旅人が食べ物を持ってきて、お礼に異教徒の娘にあげた。異教徒の娘は子供が生まれる度にその子の将来を予言していた。ある日異教徒の娘は若い母親を訪ねたが、母親は寝ていたので、子供に予言した。その予言の内容は、この子は将来、金の角を持つシャモアを殺して、その角を売って、お金持ちになるだろうというものだった。これを聞いたほかの娘たちは怒って、異教徒の娘を呪って、岩に変えてしまった。